# Ruossaluoppal
Ruossaluoppal är en sjö i Kiruna kommun i Lappland och ingår i Torneälvens huvudavrinningsområde. Ruossaluoppal ligger i Torne och Kalix älvsystem Natura 2000-område.